# Kropidło (roślina)
Kropidło (Oenanthe L.) – rodzaj roślin z rodziny selerowatych (Apiaceae Lindl.). Obejmuje 33 gatunki. Zasięg rodzaju obejmuje Europę i znaczną część Azji, Afrykę północną i równikową, wschodnią część Ameryki Północnej od Meksyku po Alaskę. W strefie tropikalnej gatunki z tego rodzaju rosną na obszarach górskich. Jako introdukowane kropidła rosną w Nowej Zelandii, Ameryce Południowej i wschodniej części Ameryki Północnej. Do flory Polski należą trzy gatunki: kropidło wodne O. aquatica, kropidło piszczałkowate O. fistulosa i kropidło Lachenala O. lachenalii.
Niektóre gatunki są silnie trujące (np. kropidło szafranowe O. crocata i kropidło wodne O. aquatica), inne są jadalne, a Oenanthe javanica jest ważną rośliną warzywną na Tajwanie i w Malezji, spożywaną zwykle z ryżem.

## Morfologia

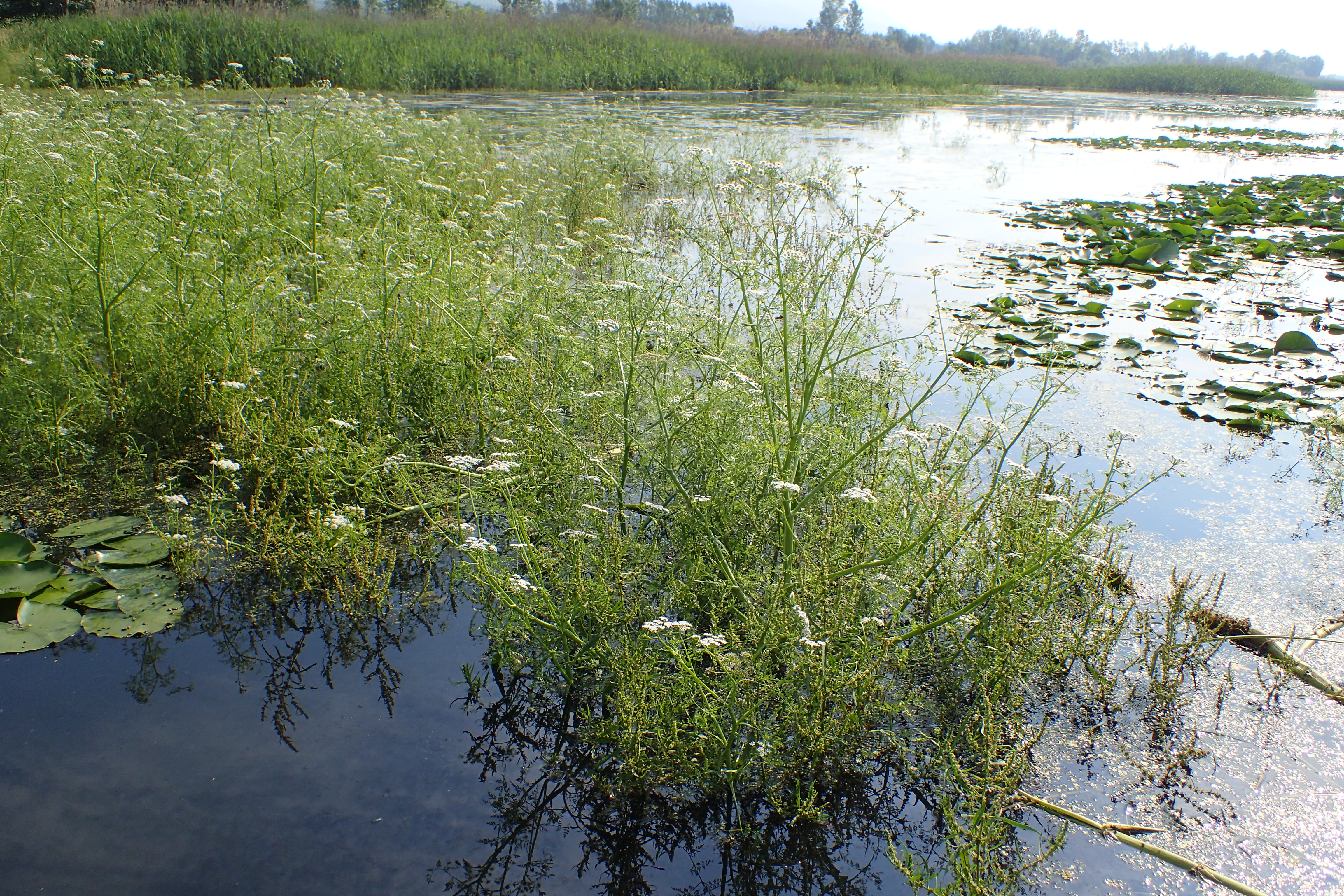
Kropidło wodne

PokrójByliny o pędach nagich, prosto wzniesionych lub podnoszących się, zwykle rozgałęzionych. Łodygi dęte, kanciaste, korzeniące się w węzłach, korzenie wiązkowe, cienkie lub spichrzowe, u niektórych gatunków obecne są jajowate bulwy.
LiścieSkrętoległe, z pochwiastymi nasadami, ogonkowe, 1–4-krotnie pierzaste.
KwiatyZebrane w baldachy złożone wyrastające na szczytach pędów, w kątach liści lub naprzeciw liści. Pokryw brak lub jest tylko pojedyncza, podczas gdy pokrywki są liczne. Kielich z wyraźnymi, lancetowatymi ząbkami działek. Płatki korony białe lub jasnoróżowe, wycięte na końcach, w kwiatach na brzegach baldaszków często płatki są większe od tych znajdujących się wewnątrz baldachów. Stylopodium stożkowate, szyjki wydłużone, prosto wzniesione lub rozchylone.
OwoceRozłupnia rozpadająca się na dwie nagie rozłupki, jajowate lub kulistawe, nieco spłaszczone z boków lub w płaszczyźnie doosiowej, żebra na powierzchni grzbietowej i boczne często wyraźne.

## Systematyka
Pozycja systematyczna
Rodzaj należy do podrodziny Apioideae  Seemann, rodziny selerowatych (Apiaceae Lindl.) z rzędu selerowców (Apiales Lindl.).
Wykaz gatunków
- Oenanthe abchasica Schischk.
- Oenanthe aquatica (L.) Poir. – kropidło wodne
- Oenanthe banatica Heuff. – kropidło banackie[9]
- Oenanthe benghalensis (DC.) Miq.
- Oenanthe crocata L. – kropidło szafranowe
- Oenanthe cyclocarpa Pimenov & Kljuykov
- Oenanthe fedtschenkoana Koso-Pol.
- Oenanthe fistulosa L. – kropidło piszczałkowate
- Oenanthe fluviatilis (Bab.) Coleman
- Oenanthe foucaudii Tess.
- Oenanthe globulosa L.
- Oenanthe hookeri C.B.Clarke
- Oenanthe incrassans Bory & Chaub.
- Oenanthe incrassata Bory & Chaub.
- Oenanthe javanica (Blume) DC.
- Oenanthe lachenalii C.C.Gmel. – kropidło Lachenala
- Oenanthe linearis Wall. ex DC.
- Oenanthe lisae Moris
- Oenanthe mildbraedii H.Wolff
- Oenanthe millefolia Janka
- Oenanthe montis-khortiati Soldano
- Oenanthe palustris (Chiov.) C.Norman
- Oenanthe peucedanifolia Pollich
- Oenanthe pimpinelloides L.
- Oenanthe pringlei J.M.Coult. & Rose
- Oenanthe procumbens (H.Wolff) C.Norman
- Oenanthe prolifera L.
- Oenanthe sarmentosa C.Presl ex DC.
- Oenanthe silaifolia M.Bieb. – kropidło koniopłocholistne[9]
- Oenanthe sophiae Schischk.
- Oenanthe thomsonii C.B.Clarke
- Oenanthe tricholoba Greuter
- Oenanthe virgata Poir.

## Zagrożenia i ochrona
Na czerwonej liście gatunków zagrożonych IUCN ujętych jest 9 gatunków z tego rodzaju. W skali globalnej gatunkiem narażonym jest Oenanthe mildbraedii, a gatunkiem bliskim zagrożenia – Oenanthe fluviatilis. Z pozostałych 7 ma status gatunków najmniejszej troski (O. aquatica, O. divaricata, O. fistulosa, O. globulosa, O. javanica, O. sarmentosa, O. silaifolia).